# Legion of Mary
Legion of Mary byla americká rocková superskupina, kterou v roce 1974 založili Merl Saunders a frontman skupiny Grateful Dead Jerry Garcia. Skupina se rozpadla v roce 1975. Jediné oficiální album vyšlo v roce 2005, jmenuje se Legion of Mary: The Jerry Garcia Collection, Vol. 1 a jedná se o záznam z koncertu.